# 斯特里姆巴 (科德馬區)
47°58′34″N 29°18′18″E / 47.97611°N 29.30500°E
斯特里姆巴（烏克蘭語：Стримба）是位於烏克蘭西南部的村莊，由敖德萨州波季利斯克区的科迪馬市鎮負責管轄。該村始建於1933年，面積1.29平方公里，2024年人口174，人口密度每平方公里234.11人。